# Comuna Robănești, Dolj
Robănești este o comună în județul Dolj, Oltenia, România, formată din satele Bojoiu, Golfin, Lăcrița Mare, Lăcrița Mică, Robăneștii de Jos (reședința) și Robăneștii de Sus.
Comuna a fost înființată prin legea administrativă din 31 martie 1864 (sub denumirea de Robăneștii de Sus). În anul 1925 a primit denumirea de Robănești. A făcut parte din plășile Tesluiului (1864-1875), Oltețu-Oltul de Sus (1875-1908), Oltețul (1908-1950), raionul Balș (1950-1968).
A fost formată din satele Robăneștii de Sus, Robăneștii de Jos, Bojoiu (1864-1925, 1950-1968), la care s-au adăugat Moșneni (1925-1950), Robăneștii de Jos, Bojoiu, Golfin, Lăcrița Mare, Lăcrița Mică, Robăneștii de Sus (1968 - până în prezent).
Localitatea este situată în estul județului, la contactul Piemontului Oltețului cu Câmpia Romanați, pe cursul superior al râului Teslui, la 20 km est de municipiul Craiova.
Se învecinează cu localitățile: nord - comuna Pielești, vest - comuna Coșoveni, sud - comuna Leu, sud-est - comuna Drăgotești. În est și nord-est se află județul Olt.

## Relief
Câmpia piemontană este singura formă de relief a comunei.

## Clima
Clima are un caracter temperat-continental de câmpie, cu temperatura medie anuală de 11° grade C. Temperatura medie a celei mai reci luni (ianuarie) este de -2° grade C, iar media celei mai calde luni (iulie) de 22-23° grade C.
Precipitațiile medii înregistrează valori de 550 mm/an.
Vânturile dominante sunt cele de vest și est.

## Hidrografia
Reprezentată prin râul Teslui. Pânza de apă freatică se află situată la o adâncime de circa 15–20 m.

## Vegetația
Vegetația este alcătuită din pajiști stepizate în locul pădurilor de cer și gârniță, pâlcuri de pădure de cer și gârniță (în sud) și culturi agricole.

## Fauna
Fauna este reprezentată prin rozătoare (șoarecele de câmp, iepurele de câmp), păsări, insecte, reptile.

## Solurile
Caracteristice sunt solucrile negre și brune argiloase compacte, solurile brune și regosolurile și subsolurile argiloiluviale.

## Resursele naturale
Resursele naturale ale comunei sunt terenurile arabile valorificate agricol.

## Economia
Ocupația de bază a locuitorilor este agricultura, cu ramurile ei conexe.
În anul 1892, comuna avea o moară cu abur, cinci cârciumi. Efectivul de animale era de 560 vite mari cornute, 1.569 vite mici, 114 porci. În anul 1928, în comună erau o bancă populară „Tesluiul" (înființată în 1907), o moară cu abur, trei cârciumi.
În 2002 numărul mediu de salariați pe principalele activități era de 175 de persoane (66 în agricultură, 20 în industrie, 30 în învățământ, 7 în sănătate). Comuna avea un dispensar (medici – 3, personal sanitar mediu – 4), trei biblioteci (una publică), două unități PTTR (24 de abonați la serviciul telefonic cu plată, 175 de abonați radio, 430 de abonați TV), patru școli (elevi – 208, personal didactic – 20, săli de clasă – 16, un laborator școlar). Efectivul de animale era de 1.142 bovine, 870 porcine, 270 ovine, 16.000. Suprafața era de 5.970 ha, din care 5.578 ha suprafață agricolă (5.052 ha teren arabil, 79 ha vii și pepiniere viticole, 447 ha pășuni).

## Evoluția demografică
În anul 1892 comuna avea 735 locuitori, în anul 1928 - 1.385 locuitori, în anul 1930 - 3.608 locuitori, în anul 1956 - 4.107 locuitori, în anul 1966 - 4.119 locuitori, în anul 1977 - 4.109 locuitori, iar în anul 1992 - 3.059 locuitori. În 2002 numărul de locuitori era de 2.682 și 1.240 de locuințe.

## Instituții
În anul 1892, comuna avea primărie, două biserici (una cu hramul „Înălțarea Domnului”, construită din lemn de Dumitrache Sărariul la 1810, renovată în anul 1881, cealaltă cu hramul „Adormirea Maicii Domnului”, construită de Anghel Bojoianu, vistier, la 1820), un schit „Robănești” (datând de la începutul secolului al XVII-lea, fost metoh al Mănăstirii Brâncoveni). În anul 1928, avea primărie, post de jandarmi, un post telefonic, două biserici, o școală. În anul 1941 primărie, un post de jandarmi, un post telefonic, o școală, o bibliotecă parohială, un cămin cultural (înființat în 1938), două biserici (biserica parohială cu hramul „Înălțarea Domnului”, construită din zid, în 1882, pe locul alteia din lemn construită în 1810, între satele Robăneștii de Jos și Bojoiu; cealaltă biserică, cu hramul „Adormirea Maicii Domnului”, construită din zid în anul 1905 pe locul alteia ce fusese construită în 1820, în satul Robăneștii de Sus).

## Monumente
Pe teritoriul comunei, în anul 1923, a fost ridicat monumentul eroilor „Șarja Robănești 1916”, pe locul luptei dintre trupele germane și escadronul românesc de cavalerie.

## Demografie
Componența etnică a comunei Robănești
     Români (89,97%)
     Alte etnii (0,14%)
     Necunoscută (9,89%)
Componența confesională a comunei Robănești
     Ortodocși (88,4%)
     Alte religii (1,43%)
     Necunoscută (10,17%)
Conform recensământului efectuat în 2021, populația comunei Robănești se ridică la 2.164 de locuitori, în scădere față de recensământul anterior din 2011, când fuseseră înregistrați 2.395 de locuitori. Majoritatea locuitorilor sunt români (89,97%), iar pentru 9,89% nu se cunoaște apartenența etnică. Din punct de vedere confesional, majoritatea locuitorilor sunt ortodocși (88,4%), iar pentru 10,17% nu se cunoaște apartenența confesională.

## Politică și administrație
Comuna Robănești este administrată de un primar și un consiliu local compus din 11 consilieri. Primarul, Costin-Ionuț Ștefănescu[*], de la Partidul Social Democrat, este în funcție din 2016. Începând cu alegerile locale din 2024, consiliul local are următoarea componență pe partide politice:
|  | Partid                    | Consilieri | Componența Consiliului | Componența Consiliului | Componența Consiliului | Componența Consiliului | Componența Consiliului | Componența Consiliului | Componența Consiliului | Componența Consiliului |
|  | ------------------------- | ---------- | ---------------------- | ---------------------- | ---------------------- | ---------------------- | ---------------------- | ---------------------- | ---------------------- | ---------------------- |
|  | Partidul Social Democrat  | 8          |                        |                        |                        |                        |                        |                        |                        |                        |
|  | Partidul Național Liberal | 2          |                        |                        |                        |                        |                        |                        |                        |                        |
|  | Forța Dreptei             | 1          |                        |                        |                        |                        |                        |                        |                        |                        |